# Gualtério III de Châtillon

Brasão com as Armas da Casa de Châtillon

Gualtério III de Châtillon (em francês: Gaucher; 1166 – Outubro de 1219) foi senescal da Borgonha, Senhor de Châtillon-sur-Marne e conde de Saint-Pol. Acompanhou o rei Filipe II de França à Terra Santa onde se distinguiu na Batalha de Bouvines como tenente de Eudo III da Borgonha.

## Relações familiares
Foi filho de  Guido II de Châtillon, Senhor de Châtillon (1140 - 1170) e de Alice de Dreux (1144 - 1209) filha de Roberto I de Dreux (1123 — 1188), conde de Dreux e de Edviges de Évreux (1130 —?), Senhora de Évreux. Casou em 1197 com Isabel de Saint-Pol, condessa de Saint-Pol, filha de Hugo IV de Saint Pol (1179 -?), conde de Saint-Pol-sur-Ternoise e de Iolanda de Hainaut (c. 1179 - 1205), de quem teve:
1. Isabel de Châtillon casou com Alberto de Hangest, senhor de Genlis.
2. Eustácio de Châtillon casou com Roberto de Wavrin.
3. Guido I de Châtillon, conde de Saint Pol casou com Inês de Donzy, Senhora de Donzy.
4. Hugo I de Châtillon (1200 - 1248), conde de Blois e de Saint Pol, casou com Maria de Avesnes (? - 1241), condessa de Blois e Senhora de Avesnes.